# Definición Pre-Libertadores 1968 (Chile)

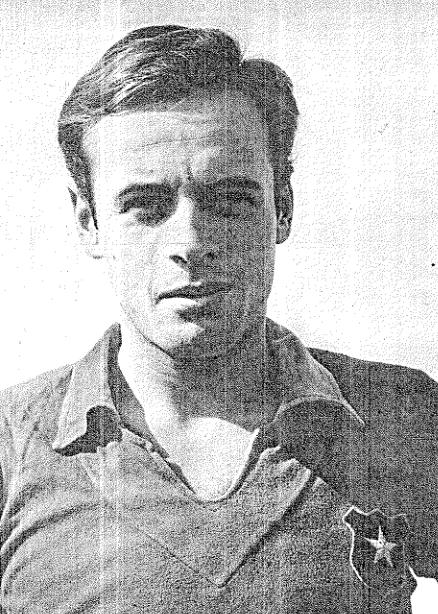
Alberto Fouillioux, capitán de Universidad Católica durante los años 1960.

La definición Pre-Libertadores, o definición del vicecampeonato, correspondiente al torneo nacional de la Primera División de Chile 1968 se disputó entre Universidad Católica y Universidad de Chile, otro episodio del Clásico Universitario, en enero de 1969, con triunfo global para los cruzados.

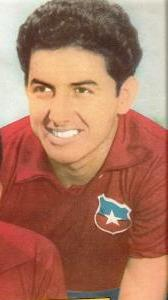
Leonel Sánchez, capitán de Universidad de Chile en los 60´.

Si bien no se trató de un enfrentamiento independiente del torneo de ese año, esta definición constituye el primer antecedente de la Liguilla Pre-Libertadores, competencia reducida que comenzó a disputarse recién en 1974, debido a que nunca antes dos equipos chilenos habían definido en llaves de ida y vuelta el detecho de participar en la Copa Libertadores.
Ambos Clásicos universitarios se jugaron con todos los ingredientes de una final. Para el entrenador de los azules, Washinton Urrutia, se trataba de dos encuentros extraordinarios en relación con el Torneo Metropolitano (Fase preliminar) y Nacional, y Rubén Marcos, jugador de Universidad de Chile, también consideraba dichos partidos como encuentros extras al torneo: "Ojalá esto ya hubiera terminado. Primero el Torneo Oficial, ahora esto, las definiciones, luego el Hexágonal, en seguida la Copa..."

## Partidos
| 9 de enero de 1969 | Universidad Católica  | 1:0 | Universidad de Chile | Estadio Nacional de Santiago, Santiago                   |                                                          |
|                    | Mario Livingstone 39' |     |                      | Asistencia: 33.294 espectadores Árbitro(s): Jorge Cruzat | Asistencia: 33.294 espectadores Árbitro(s): Jorge Cruzat |

| 11 de enero de 1969 | Universidad de Chile                 | 2:1 | Universidad Católica | Estadio Nacional de Santiago, Santiago                   |                                                          |
|                     | Rubén Marcos 70' · Roberto Hodge 76' |     | Juan Herrera 48'     | Asistencia: 63.720 espectadores Árbitro(s): Jorge Cruzat | Asistencia: 63.720 espectadores Árbitro(s): Jorge Cruzat |

Universidad Católica clasifica por mejor diferencia de goles en el torneo.

## Resumen
| Pos | Equipo               | PJ | PG | PE | PP | GF | GC | Dif | Pts |
| --- | -------------------- | -- | -- | -- | -- | -- | -- | --- | --- |
| 1   | Universidad Católica | 2  | 1  | 0  | 1  | 2  | 2  | 0   | 2   |
| 2   | Universidad de Chile | 2  | 1  | 0  | 1  | 2  | 2  | 0   | 2   |

PJ=Partidos jugados; PG=Partidos ganados; PE=Partidos empatados; PP=Partidos perdidos; GF=Goles a favor; GC=Goles en contra; Dif=Diferencia de gol; Pts=Puntos
|  | Clasifica a la Copa Libertadores 1969. |